# 程春震
程春震（1439年—？），字時舉，湖廣德安府雲夢縣人，軍籍。明朝政治人物。進士出身。

## 生平
成化七年湖廣鄉試第五十二名。成化八年（1472年）壬辰科會試第二百四十一名，殿試登進士第三甲第一百二十五名。

## 家族
曾祖父程本，曾任府同知。祖父程易。父亲程升，曾任國子生。